# Vredestijd
Vredestijd is een term die gebruikt wordt om onderscheid te maken tussen een periode van vrede en oorlog. De term wordt voornamelijk gebruikt bij militaire zaken en bij toepassing van bijzondere bestuurlijke bevoegdheden zoals de noodtoestand. 
Het gaat vaak om het verschil tussen de uitzonderlijke omstandigheden van een oorlog versus de normale toestand van de rechtsstaat en de democratie.
De term is nergens strikt vastgelegd. Hoewel er sinds de Tweede Wereldoorlog regelmatig gewapende conflicten waren waarbij Europese landen betrokken waren en de Koude Oorlog speelde spreekt men in Europa bijvoorbeeld doorgaans wel over vredestijd.

## Enkele voorbeelden
- In België zijn de militaire rechtscolleges afgeschaft in vredestijd door artikel 157, al. 1, van de Grondwet. Het artikel in kwestie spreekt overigens niet letterlijk over vredestijd, maar over de periode wanneer het land in staat van oorlog verkeert.
- Johannes Nathan is de laatste persoon die in Nederland in vredestijd is geëxecuteerd
- Het kroningsoproer is een van de grootste ordeverstoringen of rellen in de Nederlandse geschiedenis in vredestijd.
- Oorlogsschepen en militaire onderdelen kunnen in vredestijd een andere bezetting of een andere taak hebben dan in oorlogstijd.